# Eros Grau
Eros Roberto Grau (Santa Maria, 19 de agosto de 1940) é um jurista, advogado e magistrado brasileiro. Foi ministro do Supremo Tribunal Federal (STF) de 2004 a 2010. Formou-se em Direito pela Universidade Presbiteriana Mackenzie, onde também foi professor, e é doutor pela Universidade de São Paulo, na qual foi professor titular do Departamento de Direito Econômico.

## Biografia
Formou-se em Direito pela Universidade Presbiteriana Mackenzie, turma do ano de 1963. Exerceu a advocacia em São Paulo de 1963 até a sua nomeação para Ministro do Supremo Tribunal Federal em 2004. Doutor em Direito pela Faculdade de Direito da Universidade de São Paulo, com a defesa da tese Aspectos Jurídicos do Planejamento Metropolitano. Em agosto de 1977, tornou-se Livre Docente pela Universidade de São Paulo. Em 1990, obteve o título de Professor Titular do Departamento de Direito Econômico na Faculdade de Direito da Universidade de São Paulo. Em 2009, tornou-se Professor Titular aposentado.
Por pertencer ao PCB, foi preso e torturado em 1972, época da Ditadura Militar.
Foi consultor da Bancada Paulista na Assembleia Nacional Constituinte de 1988 e membro da Comissão Especial de Revisão Constitucional, nomeado pelo Presidente da República em 1993, com a finalidade de identificar propostas de interesse fundamental para a Nação, no processo de revisão constitucional.
Além de ter exercido a docência na Faculdade de Direito da Universidade de São Paulo, foi professor de graduação e pós-graduação em diversas instituições, entre elas a Universidade Estadual de Campinas, a Universidade Presbiteriana Mackenzie, a UFMG, a UFC, a Fundação Getúlio Vargas. 
No exterior, foi professor visitante da Faculdade de Direito da Universidade de Montpellier durante os anos letivos de 1996-1997 e 1997-1998 e da Faculdade de Direito da Universidade Paris 1 (Panthéon-Sorbonne) durante o ano letivo de 2003-2004.

### Supremo Tribunal Federal

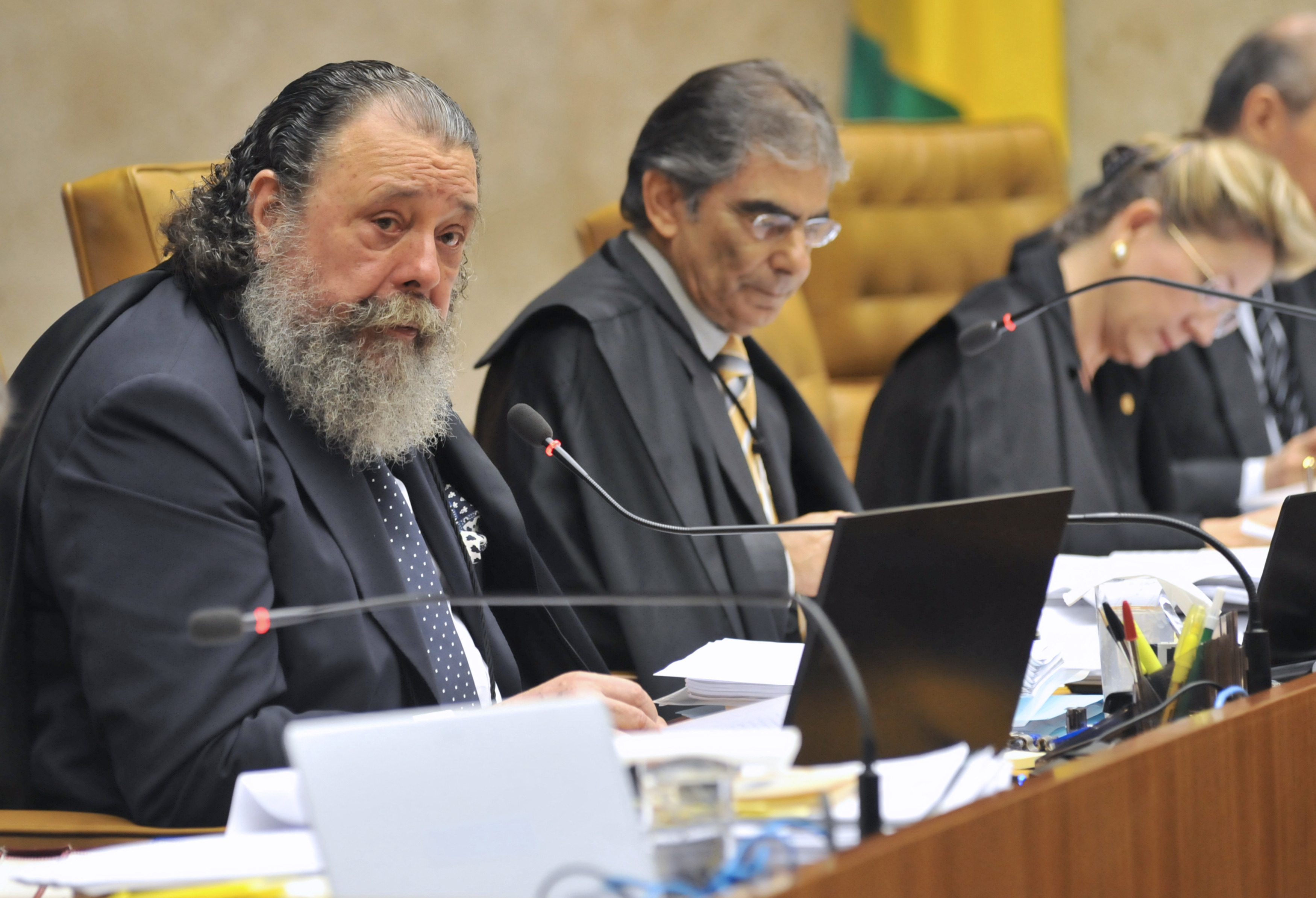
O ministro Eros Grau, relator da ação da Ordem dos Advogados do Brasil (OAB) que quer punição para os torturadores, durante julgamento no Supremo Tribunal Federal (STF). 2009.

Foi nomeado ao cargo de ministro do Supremo Tribunal Federal em 15 de junho de 2004 e empossado em 30 de junho de 2004, na vaga deixada pela aposentadoria do ministro Maurício Corrêa. Apesar de ter sido indicado à corte suprema pelo presidente Luiz Inácio Lula da Silva (PT), Eros Grau considera-se como sempre tendo sido ligado ao PSDB.
Empossado ao cargo de Ministro do TSE em 15 de maio de 2008, renuncia um ano depois, em 5 de maio de 2009, alegando cansaço.
Eros Grau foi o relator da Arguição de Descumprimento de Preceito Fundamental número 153, impetrada pela Ordem dos Advogados do Brasil a fim de revogar a lei nº 6.683/79, que anistia todos os crimes políticos e eleitorais do período militar, inclusive aqueles cometidos por agentes da repressão. Grau, que foi vítima de tortura durante a ditadura, foi o autor do voto vencedor, segundo o qual a lei, que não tem caráter de regra para o futuro, deveria ser interpretada conforme as conjunturas sociais e o momento histórico de sua produção. Desta forma, concluiu ele, a concessão de anistia bilateral (tanto a agentes da repressão quando àqueles que cometeram crimes lutando para implantar a ditadura do proletariado), ampla e geral não implicou ofensa a quaisquer preceitos fundamentais. Sua decisão foi amplamente criticada por juristas e acadêmicos, uma vez que inviabilizou a discussão sobre a justiça de transição no Brasil e contrariou precedentes da Corte Interamericana de Direitos Humanos. 

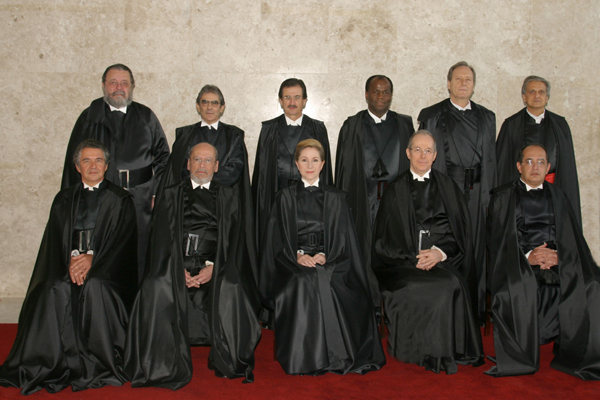
Eros Grau junto aos demais ministros do STF.

Às vésperas de completar 70 anos de idade, quando seria compulsoriamente aposentado do cargo de Ministro do Supremo Tribunal Federal, Eros Grau apresentou requerimento de aposentadoria voluntária, e deixou de integrar a Corte em 2 de agosto de 2010, data em que foi publicado no Diário Oficial da União o decreto presidencial relativo à sua aposentadoria; pouco antes de votar pela lei do ficha limpa. Esta atitude atrasou a aprovação da lei.[carece de fontes?]

## Publicações
Eros Grau, que é membro da  União Brasileira de Escritores e ocupa a cadeira número 11 da Academia Paulista de Letras, não descarta pleitear uma vaga na Academia Brasileira de Letras. Publicou, entre outros, os seguintes livros:
- Planejamento econômico e regra jurídica, 1978;
- Elementos de Direito Econômico, 1981;
- Direito urbano, 1983;
- A Constituinte e a Constituição que teremos, 1985;
- Direito,  conceitos e  normas Jurídicas, 1988;
- Licitação e contrato administrativo, 1995;
- La doppia destrutturazione del diritto, Milano, 1996; (em italiano)
- La doble desetruturación y la interpretación del derecho, Barcelona, 1998; (em castelhano)
- O direito posto e o direito pressuposto, 9ª edição, 2014;
- O Estado, a Empresa e o Contrato (em co-autoria com Paula Forgioni), 2005;
- A ordem econômica na Constituição de 1988, 17ª edição, 2015;
- Ensaio e discurso sobre a interpretação/aplicação do direito, 2006.
- Do ofício de orador, Editora Revan, Rio de Janeiro, 2006, 2ª edição
- Triângulo no Ponto, Nova Fronteira, 2007;
- Interpretación y aplicación del derecho, Madrid, 2007. (em castelhano)
- Por que tenho medo dos juízes, 2016;
- Costituzione economica e globalizzazione, 2008. (em italiano)
- Pourquoi j'ai peur des juges, 2014. (em francês)
- Paris, quartier Saint-Germain-des-Prés, 2007;
- Teu nome será sempre Alice e outras histórias, 2013
- Le flâneur de Saint-Germain-des-Prés, 2015. (em francês)

## Prêmios

### Medalhas
Medalha Teixeira de Freitas (2003)

### Docteur Honoris Causa
Université de Cergy-Pontoise, França, em 27 de janeiro de 2009
Université du Havre, França, em 2 de julho de 2009
Universidad Siglo 21, de Córdoba, Argentina, em 8 de setembro de 2005
Universidade do Vale do Rio dos Sinos, em 19 de outubro de 2007

### Doctor Scientiae et Honoris Causa
Universidade Presbiteriana Mackenzie, em 22 de outubro de 2010